# Тацијан Сирски
Тацијан Сирски  (120.–180.) је ранохришћански сиријски књижевник и апологета из 2. века .
Еузебије из Цезареје у својим списима наводи да је Тацијан био оснивач и вођа енкратита.

## Живот
Родио се у Сирији око 120. године. Након различитих религиозних искустава сусрео се са Светим Писмом а касније, у Рим у са Јустином Филозофом и тамо постао његов ученик и примио хришћанство. Био је велики противник старогрчке религије, а након што је Јустин пострадао, око 172. године удаљио се од Цркве и почео проповедати енкратизам , који је осуђивао женидбу и конзумацију меса.

## Дела
Тацијанов спис Диатесарон сачуван у арапском препису из 11. век а.
Говор против Грка - апологија у којој оправдава своје примање хришћанства. У овом спису критикује грчку културу, филозофију и религију и истовремено узвисује хришћанство.